# Les Enchaînés
Pour les articles homonymes, voir Notorious.
Pour plus de détails, voir Fiche technique et Distribution.
Les Enchaînés (Notorious) est un film d'espionnage américain réalisé par Alfred Hitchcock, sorti en 1946.

## Synopsis

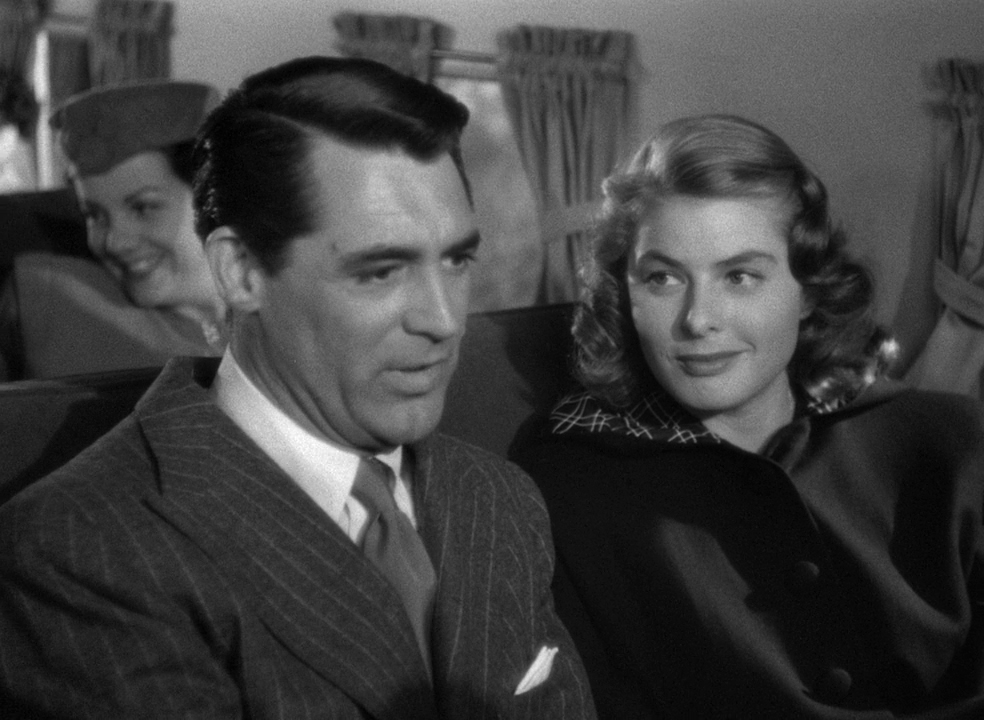
Cary Grant et Ingrid Bergman : dans l'avion en route vers Rio de Janeiro.

L’intrigue se déroule peu après la fin de la Seconde Guerre mondiale. Elle débute le 24 avril 1946 aux États-Unis, à Miami en Floride, avec le procès du nazi d’origine allemande John Huberman, jugé pour sa participation à un complot anti-américain. L'espion américain, à la solde des nazis, condamné à vingt ans de prison, se donne la mort dans sa cellule en s'empoisonnant. Lors de la soirée qu’elle organise après la condamnation de son père, sa fille Alicia rencontre T.R. Devlin, un homme qui, comme tant d'autres, lui fait la cour. Mais les avances de Devlin sont motivées par des intérêts politiques. Agent des services secrets américains, il veut recruter Alicia, femme débauchée et portée sur l'alcool, mais qui a manifesté son hostilité aux thèses nazies de son père et son amour pour les États-Unis. La jeune femme doit débusquer et infiltrer un groupe d’anciens nazis, amis de son père, retirés à Rio pour poursuivre leurs entreprises douteuses. Alicia refuse initialement ce « mandat symbolique », mais finit par accepter la mission. Elle veut entamer une nouvelle vie, loin de l'alcool et des soirées mondaines. Dans l'avion qui les emmène à Rio de Janeiro, elle apprend le suicide de son père.
À Rio de Janeiro, Devlin et Alicia débutent une aventure amoureuse, mais l'agent reste assez méprisant à l'égard d'Alicia. Peu après, Devlin apprend de son chef, M. Prescott, la mission précise d'Alicia : elle doit séduire M. Sebastian, un ancien ami de son père, industriel qui travaille pour IG Farben et est suspecté de trafiquer de l'uranium, minerai indispensable à la fabrication de la bombe atomique. Étant tombée amoureuse de Devlin, elle ne veut pas, mais Devlin lui fait sentir qu’il ne s’agissait entre eux que d’une passade. Elle accepte alors par défi. Lors d’une rencontre aux champs de courses, Alexander Sebastian a un doute concernant la fidélité d’Alicia par rapport à Devlin. Le nazi vieillissant lui demande donc de l'épouser. Ne sachant que faire, elle se rend à l'ambassade américaine pour demander conseil. Prescott trouve que le mariage est une bonne idée, tandis que Devlin, tiraillé entre ses sentiments et son devoir, préfère se retirer avant la fin de la réunion. Elle décide de se sacrifier pour expier les fautes de son père et se marie.
La mère dominatrice de Sebastian est opposée à ce mariage, mais Sebastian, amoureux, lui résiste et se marie tout de même. Alicia suspecte que le nœud de l'entreprise des anciens nazis se trouve dans le cellier dont elle n'a pas la clé. Au retour du voyage de noces, elle fait organiser à Sebastian une soirée mondaine où Devlin est invité et où elle lui remet la clé du cellier, qu’elle a peu avant subtilisée à Sebastian. Dans le cellier, Devlin découvre, lorsqu'une bouteille se brise sur le sol, du sable noir (on apprendra peu après qu’il s'agit d'uranium caché dans ces bouteilles). Presque surpris par Sebastian, Devlin s'en sort en embrassant ostensiblement Alicia pour susciter sa jalousie et pouvoir sortir de la maison avec l'échantillon d'uranium. Alicia prétend pour sa part que Devlin l'a entraînée dans la cave en la menaçant de faire un esclandre.
Mais, au moment de se coucher, Sebastian se rend compte de la disparition de sa clé. Il n'en dit rien à Alicia et constate, le lendemain, que la clé est réapparue. Il remarque qu'une bouteille du cellier a été brisée et remplacée par une autre. Humilié et blessé, autant sinon plus, d'avoir été trompé que d'avoir été découvert, il en fait part à sa mère : Alicia est un agent secret américain. Si ses complices apprennent son erreur, ils risquent de vouloir le supprimer, comme ils l'ont fait au début de l'histoire d'un des leurs qui avait perdu son sang-froid, aussi décident-ils ensemble d’empoisonner lentement Alicia, pour que sa mort paraisse naturelle aux yeux de tous. En dissimulant de l'arsenic dans son café, ils exploitent sa mauvaise réputation. Si elle se plaint de maux de tête, ses récriminations seront mises sur le compte de la consommation d'alcool et de la vie dissolue dont on la sait coutumière.
Après cinq jours sans contact, Devlin, inquiet, se rend chez Sebastian et s'introduit discrètement dans la chambre d'Alicia où il la trouve alitée et presque inconsciente. Il décide de l'emmener, mais est surpris par Sebastian. Devlin le fait chanter en le menaçant de le dénoncer à ses collaborateurs présents dans la maison à cet instant et qui observent la scène avec soupçons. Au moment de partir en voiture, il repousse Sebastian qui veut se joindre à eux et démarre. L'industriel à la solde d'IG Farben retourne dans sa maison où ses acolytes l’attendent pour lui faire payer chèrement sa défaillance sentimentale. La scène terminale montre la lourde porte du hall d'entrée se refermant sur Sebastian qui va certainement être tué par ses complices.

## Fiche technique
- Titre français : Les Enchaînés[3]
- Titre original anglais : Notorious
- Réalisation : Alfred Hitchcock
- Scénario : Ben Hecht, avec la participation d'Alfred Hitchcock (non crédité) d'après la nouvelle The Song of the Dragon de John Taintor Foote (en) (non crédité)
- Dialogues (scènes d'amour) : Clifford Odets (non crédité)
- Musique originale : Roy Webb
- Directeur de la photographie : Ted Tetzlaff
- Directeur de la photographie de seconde équipe (non crédité) : Gregg Toland
- Montage : Theron Warth
- Direction artistique : Carroll Clark et Albert S. D'Agostino
- Décors de plateau : Claude E. Carpenter (en), Darrell Silvera
- Costumes : Edith Head
- Effets spéciaux : Vernon L. Walker (en), Paul Eagler (en)
- Production : Alfred Hitchcock
- Société de production et de distribution : RKO  Redistribué par MGM en VO en 1967
- Pays de production :  États-Unis
- Format : Noir et blanc - son : Mono (RCA Sound System)
- Genre : Drame, film noir, romance, thriller, espionnage
- Langue : anglais
- Durée : 102 minutes
- Dates de sortie :
  - États-Unis :
    - 15 août 1946 (première mondiale à New York)
    - 22 août 1946 (première à Los Angeles)
    - 6 septembre 1946 (sortie nationale)

  - France : septembre 1946 (Festival de Cannes), 19 mars 1948 (sortie nationale)
  - Allemagne : 21 septembre 1951 sous le titre Weisses Gift [Poison blanc][4]. Cette version doublée est expurgée des allusions politiques de Ben Hecht. Les historiens et biographes ne savent pas si Hitchcok en personne avait connaissance de la dénaturation de Notorious[5].
- Affiches : Constantin Belinsky, Bernard Lancy, Pierre Segogne, Roger Soubie (France), Enzo Nistri (Italie)

## Distribution

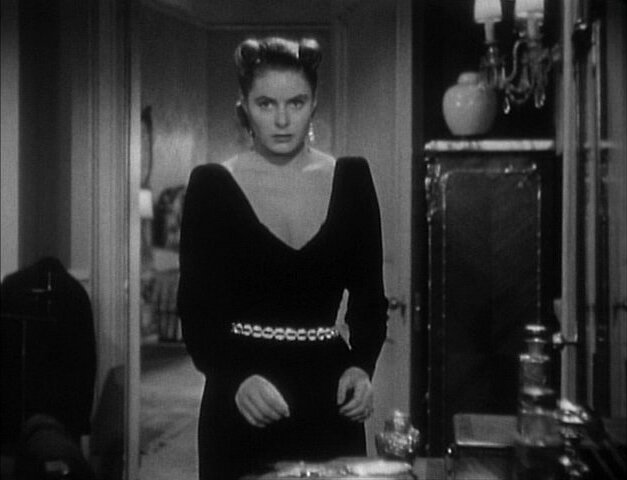
Ingrid Bergman, dans la scène de la subtilisation de la clé.

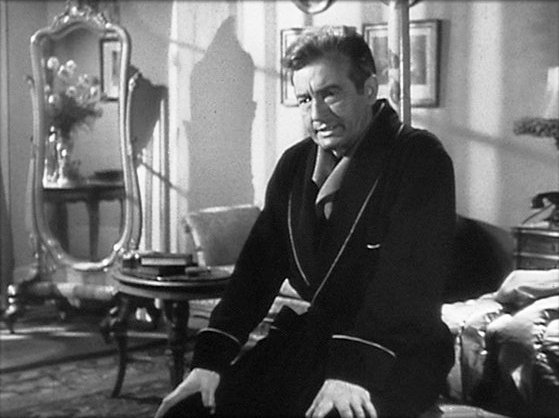
Claude Rains

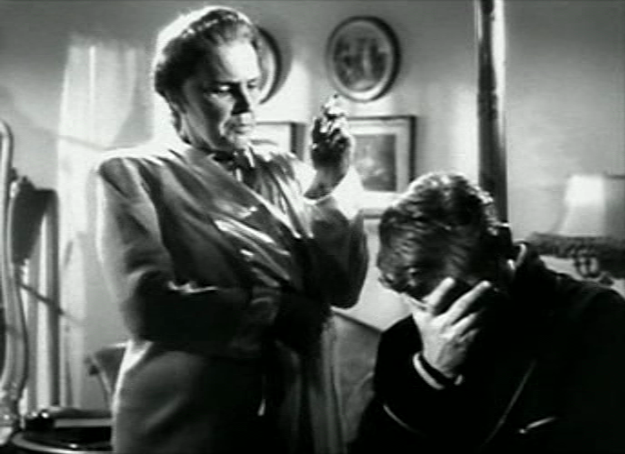
Leopoldine Konstantin et Claude Rains

- Cary Grant (VF : Marc Valbel) : T.R. Devlin
- Ingrid Bergman (VF : Paula Dehelly) : Alicia Huberman
- Claude Rains (VF : Georges Chamarat) : Alexander Sebastian
- Louis Calhern (VF : Raoul Guillet) : Paul Prescott
- Leopoldine Konstantin (VF : Héléna Manson) : la mère de Sebastian
- Reinhold Schünzel (VF : Richard Francœur) : Dr. Anderson
- Moroni Olsen (VF : René-Marc) : Walter Beardsley
- Ivan Triesault (VF : Louis Arbessier) : Eric Mathis
- Aléxis Minotís (VF : Gérard Férat) : Joseph
- Wally Brown (VF : Jean Berton) : Mr. Hopkins
- Sir Charles Mendl (VF : Paul Ville) : Commodore
- Ricardo Costa (VF : Pierre Morin) : Dr. Barbosa
- Eberhard Krumschmidt (VF : Henri Botta) : Emil Hupka
- Fay Baker (VF : Claude Daltys) : Ethel

Acteurs non crédités
- Gavin Gordon : Ernest Weylin
- Virginia Gregg : Une employée du service des dossiers
- Antonio Moreno : Senor Ortiza
- Lenore Ulric : Une cavalière avec Sebastian
- Emmett Vogan : Un journaliste
- Friedrich von Ledebur : Knerr
- Peter von Zerneck	: Wilhelm Rossner

## Musique additionnelle
Dans la scène de l'arrivée d'Alicia chez les Sebastian, lors des présentations entre Alicia et la mère d'Alexander Sebastian, on peut entendre, au piano, la douzième pièce intitulée Chopin, extraite de Carnaval, op. 9, de Robert Schumann.

## Genèse
Pendant l'été 1945, Hitchcock supervise à Londres un film de montages intitulé Mémoire des camps en utilisant des bobines tournées par les opérateurs des armées alliées lors de la libération des camps de concentration. Les images d'horreur qui hantèrent le cinéaste toute sa vie sont probablement à l'origine de la noirceur toute particulière des Enchaînés.
La situation confuse dans l'Europe occupée par les Alliés (notamment l'opération Paperclip par laquelle le gouvernement américain est prêt à accorder l’immunité aux criminels de guerre nazis et japonais), la fuite des Nazis en Amérique du Sud, puis la naissance de la guerre froide, sont anticipées par Hitchcock qui distille subtilement des éléments d'un film de propagande pour l'effort de guerre et une dénonciation du gouvernement américain qui instrumentalise le désir des deux héros (Devlin doit séduire Alicia tandis que la jeune femme doit se prostituer à des fins d'espionnage). Le réalisateur traduit ces éléments en mettant en scène les dilemmes moraux des principaux personnages, ce qui fait dire au critique de cinéma René Tabès : « Notorious, pièce maîtresse de l'échiquier hitchcockien, se doit de rester un classique et d'être connu de tous à condition cependant de faire de sérieuses réserves sur son contexte… Haïssable sur le fond […] c'est l'image la plus écœurante d'un patriotisme à l'usage d'agent secret ».
Ben Hecht, juif new-yorkais et fervent sioniste, s'inspire pour son scénario élaboré à partir de 1944, des Mémoires de l'espionne Marthe Richard et du projet Manhattan dont il est au courant, la bombe atomique étant le « MacGuffin » du film. Contrairement à Hitchcock, il veut faire du film une œuvre explicitement politique.

## Production
Le producteur indépendant David O. Selznick est alerté par le FBI qui lui fait savoir qu'il désapprouve les mœurs légères d’Alicia, de Devlin et des autres agents américains, et surtout l'allusion au projet Manhattan à travers l'affaire des barres d'uranium dissimulées dans les bouteilles de la cave à vin. Selznick communique l'information à Hitchcock et lui conseille de maintenir une confusion et un flou maximum s'agissant des aspects du film relatifs aux services secrets et de la bombe. Hitchcock forge sa légende en déclarant que le FBI le fait surveiller avant le tournage et lui impose des conditions étouffantes pendant le tournage. Hypersensible et redoutant plus que jamais que les autorités américaines ne le questionnent sur ses intentions, le réalisateur aurait été incapable de diriger un film si le FBI lui avait imposé de telles conditions.
L'histoire des barres d'uranium décourage Selznick qui ne croit plus du tout au film. Il préfère en revendre les droits à la RKO-Radio Pictures moyennant 800 000 dollars et, surtout, 50 % des bénéfices.

## Analyse
Une certaine ambiguïté se dégage de la vision hitchcockienne du nazisme, présenté comme un ensemble d'individus à la fois dangereux et en même temps victimes du destin, notamment Sebastian qui dégage une certaine sympathie et est touchant lorsqu'il découvre être trompé. Sebastian est « sans doute le premier nazi sympathique du cinéma américain » et « redonne figure humaine au mythe du fanatique exalté et barbare ». Il traduit la vision qu'a Hitchcock pour son art. Dans ses entretiens avec Truffaut et Chabrol, il déclarait « pour moi, l'art passe avant la démocratie », son but étant de « faire souffrir le spectateur ».
Si le film allégorise le démantèlement de l'économie de guerre nazie (processus de « décartellisation » d'IG Farben, notamment sa branche brésilienne — représentée par Sebastian — au profit d'Union Carbide), la censure, pendant toute la guerre froide, a retiré les allusions très précises à cette firme que comprenait la première version du film, afin de ne pas froisser l'allié allemand, rempart contre le communisme. Au début du XXIe siècle, il n'existe toujours aucune version du film doublée en allemand dans laquelle on entende cette question.
Le nom de Devlin, phonétiquement proche de « Devil in » (le diable dedans) rappelle l'ambiguïté de ce personnage dans son rapport à la mission.
Hitchcock joue sur la figure d'inversion du jeu désir-sentiment, le premier s'effaçant progressivement devant les sentiments. La force de ce renversement rétablit, en même temps que le happy end, l'ordre moral puritain.

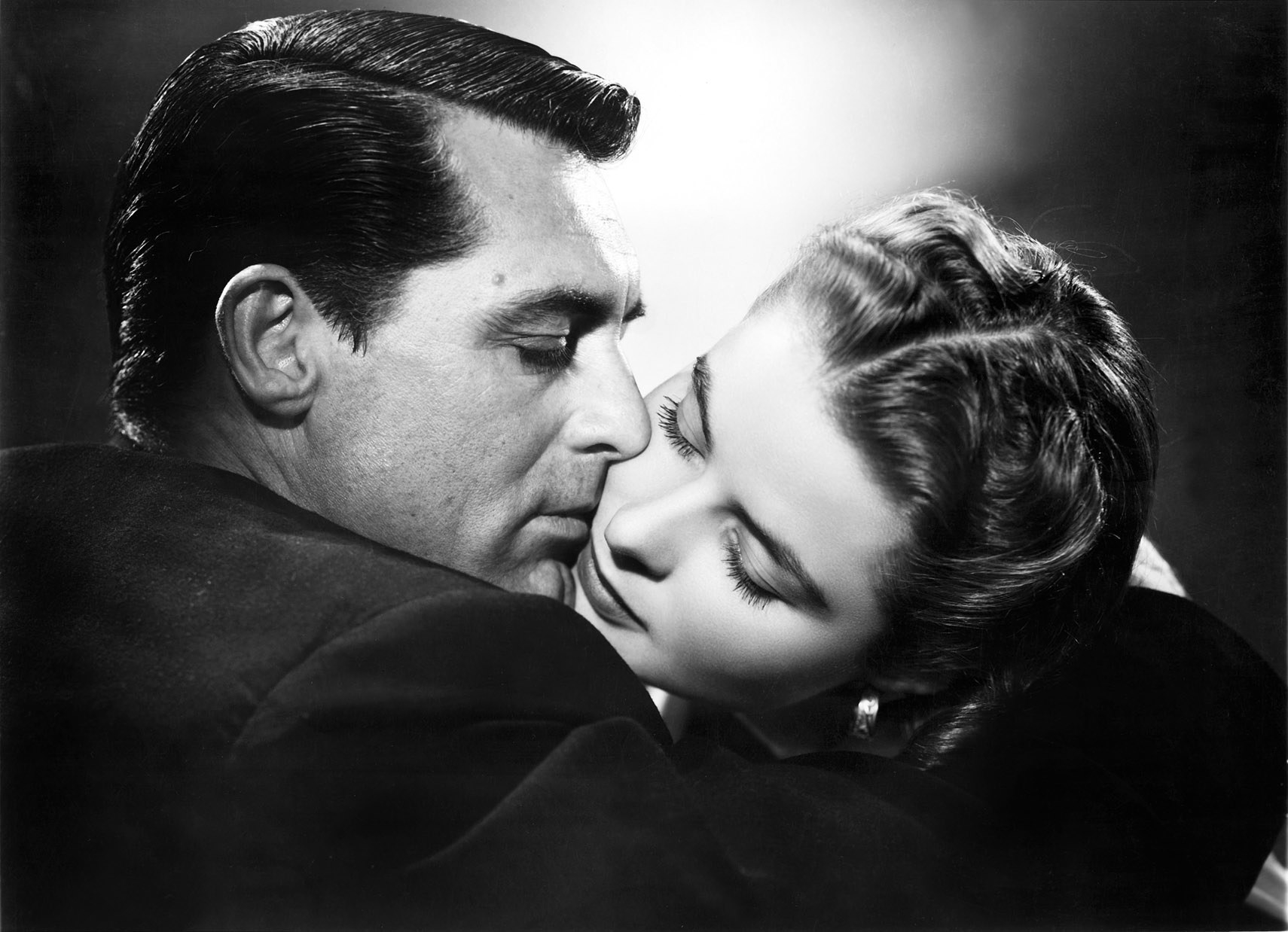
Cary Grant et Ingrid Bergman dans la scène du baiser de deux minutes trente, d'un érotisme qui choqua les censeurs respectueux du code Hays.

## Séquence du baiser
La publicité du film annonce pour le 24 juillet 1946 le plus long baiser du cinéma (2 minutes 30 secondes) entre les deux sex-symbols. Dans cette séquence sur la terrasse, Hitchcock contourne la censure du code Hays ne tolérant pas de baisers de plus de trois secondes, en demandant aux deux acteurs de dialoguer bouche contre bouche et de répéter plusieurs petits baisers qui n'excèdent pas deux secondes. Les deux interprètes n'ont guère apprécié le tournage de cette scène dont la complexité la rendait difficile à jouer avec naturel.

## Accueil
La critique plébiscite cette histoire atypique d’une relation à trois mêlant amour, politique et trahison, sans en cerner toutes les allusions politiques. Le public prend d’assaut les guichets des cinémas et le New York Times salue, dans sa recension de la première projection, « M. Hecht et M. Hitchcock ».
Le film est un des plus grands succès financiers d'Hitchcock, rapportant 8 millions de dollars pour un coût de 2 millions seulement.
Lors de ses entretiens avec Hitchcock, François Truffaut affirme avec enthousiasme que ce film constitue « la quintessence de Hitchcock ».

## Distinctions
Le film fut projeté au festival de Cannes en 1946 en sélection officielle en compétition, mais une inversion de bobines ne rendit pas justice au film.
Le film a été inscrit au National Film Preservation Board en 2006.
Le film a été nommé deux fois aux Oscars en 1947 :
- Meilleur acteur dans un second rôle pour Claude Rains
- Meilleur scénario original pour Ben Hecht

## Caméo
- Caméos d'Hitchcock : à la  65e minute, Hitchcock boit rapidement du champagne lors de la réception chez Alexander Sebastian.